# 沧浪区
沧浪区曾经是中国江苏省苏州市所辖的一个市辖区，位于苏州市古城区中南部，1955年设立，1967年至1980年间名为红旗区，2012年撤销，原辖行政区域并入新设的姑苏区。

## 概况
沧浪区东临苏州工业园区，西接苏州高新技术产业开发区，北侧为平江区、金阊区，南方为吴中区，总面积为25.62平方公里，2011年常住人口为39.5万。沧浪区是苏州市的教育、文化、科学、旅游中心区。

## 历史
沧浪区名称来源于著名的宋代古典园林沧浪亭，1967年至1980年间曾改为红旗区。
2012年，国务院国函[2012]102号文件批复同意撤销苏州市沧浪区、平江区、金阊区，设立苏州市姑苏区，以原沧浪区、平江区、金阊区的行政区域为姑苏区的行政区域。姑苏区人民政府驻苏锦街道平川路510号。

## 行政区划
沧浪区辖沧浪街道、吴门桥街道、双塔街道、平江街道、苏锦街道、金阊街道、白洋湾街道和虎丘街道6个街道办事处和沧浪新城、南门商贸会2个管委会。

## 教育与文化
沧浪区区内有历史悠久的苏州大学（原东吴大学）及江苏省苏州中学（由宋代创建的苏州府学发展而来），近年建造的苏州图书馆也位于沧浪区。

## 旅游
沧浪区有著名的苏州古典园林、世界文化遗产沧浪亭和网师园，另有盘门三景、双塔罗汉院和宝带桥等旅游景点。

## 商业
南门商业区是苏州市区仅次于观前街和石路的商业区之一。此外还有凤凰街的餐饮业、十全街的旅游休闲、乌鹊桥路电脑街、养育巷装饰装潢、胥江路汽配等。